# Kuopion Palloseura 2019
Questa voce raccoglie le informazioni riguardanti il Kuopion Palloseura nelle competizioni ufficiali della stagione 2019.

## Rosa
| N. |                      | Ruolo | Calciatore           |
| -- | -------------------- | ----- | -------------------- |
| 1  | Finlandia (bandiera) | P     | Otso Virtanen        |
| 2  | Finlandia (bandiera) | D     | Kalle Taimi          |
| 3  | Ghana (bandiera)     | C     | Reuben Ayarna        |
| 6  | Finlandia (bandiera) | A     | Saku Savolainen      |
| 7  | Camerun (bandiera)   | A     | Ariel Ngueukam       |
| 8  | Finlandia (bandiera) | C     | Petteri Pennanen     |
| 9  | Brasile (bandiera)   | A     | Rangel               |
| 10 | Estonia (bandiera)   | A     | Ats Purje            |
| 11 | Finlandia (bandiera) | A     | Ilmari Niskanen      |
| 12 | Finlandia (bandiera) | P     | Aleksi Honka-Hallila |
| 13 | Colombia (bandiera)  | D     | Luis Carlos Murillo  |
| 14 | Finlandia (bandiera) | A     | Eetu Pellikka        |
| 15 | Senegal (bandiera)   | D     | Babacar Diallo       |
| 16 | Finlandia (bandiera) | P     | Miika Töyräs         |

| N. |                      | Ruolo | Calciatore      |
| -- | -------------------- | ----- | --------------- |
| 17 | Camerun (bandiera)   | D     | Tabi Manga      |
| 18 | Finlandia (bandiera) | D     | Juho Pirttijoki |
| 20 | Finlandia (bandiera) | C     | Ville Saxman    |
| 22 | Finlandia (bandiera) | C     | Arttu Heinonen  |
| 23 | Senegal (bandiera)   | C     | Issa Thiaw      |
| 24 | Finlandia (bandiera) | C     | Jere Hiltunen   |
| 25 | Finlandia (bandiera) | C     | Tommi Jyry      |
| 26 | Finlandia (bandiera) | C     | Joona Hiltunen  |
| 28 | Finlandia (bandiera) | D     | Jiri Nissinen   |
| 30 | Finlandia (bandiera) | C     | Joel Vartiainen |
| 31 | Finlandia (bandiera) | P     | Hemmo Riihimäki |
| 32 | Finlandia (bandiera) | A     | Eetu Rissanen   |
| 33 | Croazia (bandiera)   | D     | Vinko Soldo     |